# Hồ Tôn Tinh
Hồ Tôn Tinh (chữ Hán: 胡猻精) là tên một vương quốc được đề cập trong truyện Lĩnh Nam chích quái.

## Sử liệu
Về nước Hồ Tôn Tinh, Lĩnh Nam chích quái viết:
| Xưa kia bên ngoài lãnh thổ Âu Lạc có một vương quốc mang tên Diệu Nghiêm¹. Vị vua của vương quốc này là Tràng Minh, hiệu Quỷ Vương có mười đầu. Phía bắc vương quốc này có một vương quốc khác tên Hồ Tôn Tinh². Hoàng tử Chung Tư, người kế vị vua Hồ Tôn Tinh, có một người vợ là công chúa Bạch Tinh. Công chúa Bạch Tinh có một sắc đẹp tuyệt trần không giống người phàm. Quỷ Vương, mê hồn trước sắc đẹp của Bạch Tinh, mang binh sang đánh nước Hồ Tôn Tinh và cướp công chúa về nước. Hoàng tử Chung Tư, quá căm giận, dẫn đầu một đoàn hầu binh xẻ núi băng biển tiến vào vương quốc Diệu Nghiêm, giết chết Quỷ Vương, đưa công chúa Bạch Tinh về. |

Theo nhận xét của Huber trong La Légende du Ramayana en Annam, Etudes indochinoises thì Hồ Tôn Tinh có thể là ghi nhận về truyền thuyết Ramayana của vương quốc Chăm Pa cổ. Trong đó Quỷ vương là Dasanana', hoàng tử Chung Tư là Rama và Công chúa Bạch Tinh là Sita. Những quốc gia chịu ảnh hưởng nền văn minh Ấn Độ thời đó đều có sự tích giống nhau, tại Indonesia trong các đền thờ đạo Bà-la-môn lớn đều khắc truyện thần thoại này trên tường đá. Chuyện Quỷ Vương có mười đầu có lẽ chỉ là cách miêu tả thô thiển ngai vàng của các vị vua trong thần thoại Ấn Độ và Phù Nam thường có hình rắn hổ mang (naja) mười đầu.